# L'Étang enchanté
L'Étang enchanté è un cortometraggio muto del 1907 scritto e diretto da Segundo de Chomón e interpretato dalla moglie del regista, l'attrice Julienne Mathieu.

## Trama
Sulla riva di uno stagno, la protagonista (Julienne Mathieu), utilizzando vari oggetti, tra i quali un secchio, fa apparire e scomparire diversi personaggi fantastici (naiadi e satiri). L'ultima magia fa sollevare nuvole di vapore dalle acque, concludendo la scena.

## Produzione
Il film fu prodotto dalla Pathé Frères.

## Distribuzione
Distribuito dalla Pathé Frères, il film - un cortometraggio di 60 metri - uscì nelle sale francesi il 31 gennaio 1908. La Pathé lo distribuì anche negli Stati Uniti, dove venne importato e presentato il 23 novembre 1907 con il titolo inglese The Enchanted Pond